# Gwinea na Letnich Igrzyskach Olimpijskich 1988
Gwineę na Letnich Igrzyskach Olimpijskich 1988 w Seulu reprezentowało 6 zawodników, wyłącznie mężczyzn.
Był to czwarty start reprezentacji Gwinei na letnich igrzyskach olimpijskich.

## Boks
Mężczyźni
- Samba Jacob Diallo – waga kogucia (33. miejsce)
- Serigne Fall – waga piórkowa (33. miejsce)

## Lekkoatletyka
Mężczyźni
- Robert Loua – bieg na 100 metrów (odpadł w eliminacjach), bieg na 200 metrów (odpadł w eliminacjach)
- Alassane Bah – maraton (96. miejsce)

## Zapasy
Mężczyźni
- Ousmane Diallo – waga do 52 kg w stylu wolnym
- Mamadou Diaw Diallo – waga do 74 kg w stylu wolnym